# أليكس كاروسو
أليكس كاروسو (بالإنجليزية: Alex Caruso)‏ مواليد 28 فبراير 1994 في كوليج ستيشن، هو لاعب كرة سلة أمريكي. بدأ مسيرته الاحترافية في سنة 2016. يلعب مع أوكلاهوما سيتي بلو في دوري الرابطة الوطنية لفئة التطوير. يحمل الرقم 21. يبلغ طوله 6 قدم 4 بوصة (1.9 م).

## روابط خارجية
- أليكس كاروسو على موقع إن بي أي (الإنجليزية)
- أليكس كاروسو على موقع سبورتس رفرنس (الإنجليزية)
- أليكس كاروسو على موقع كرة السلة الأوروبية.كوم (الإنجليزية)
- أليكس كاروسو على موقع DraftExpress.com (الإنجليزية)
- أليكس كاروسو على موقع إي إس بي إن.كوم (الإنجليزية)
- أليكس كاروسو على موقع كلية كرة السلة في سبورتس رفرنس.كوم (الإنجليزية)
- أليكس كاروسو على موقع ريلجم (الإنجليزية)
- أليكس كاروسو على موقع بروبوليرز (الإنجليزية)
- أليكس كاروسو على موقع سبورتس رفرنس (الإنجليزية)